# Kōki Nakamura
Kōki Nakamura (japanisch 中村 宏輝 Nakamura Kōki; * 20. Mai 1992 in Moriguchi) ist ein ehemaliger japanischer Fußballspieler.

## Karriere
Nakamura erlernte das Fußballspielen in der Schulmannschaft der Rissho University Shonan High School und der Universitätsmannschaft der Biwako Seikei Sport College. Seinen ersten Vertrag unterschrieb er 2015 bei Fujieda MYFC. Der Verein spielte in der dritthöchsten Liga des Landes, der J3 League. Für den Verein absolvierte er 12 Ligaspiele. Ende 2015 beendete er seine Karriere als Fußballspieler.